# Евфимий (Логвинов)
Игу́мен Евфи́мий (в миру Евге́ний Васи́льевич Ло́гвинов; 30 сентября 1953, Москва — 5 октября 2017, Мюнхен, Германия) — священнослужитель Русской православной церкви заграницей, игумен, клирик монастыря преподобного Иова Почаевского в Мюнхене.

## Биография
Окончил Школу-студию МХАТ в 1974 году. С 1979 по 1990 год работал во Всероссийском художественном научно-реставрационном Центре имени академика И. Э. Грабаря в отделе реставрации древнерусской темперной живописи в должности старшего научного сотрудника в Москве. Работал в бывших корпусах Марфо-Мариинской обители.
В 1990 году на третьей седмице Великого поста поступил послушником в Монастырь преподобного Иова Почаевского в Мюнхене под омофором Русской Православной Церкви Заграницей, где 26 февраля 1991 года был пострижен в рясофор.
23 марта 1993 года был пострижен в мантию с наречением имени в честь святителя Евфимия, архиепископа Новгородского.
10 ноября того же года в Монастыре преподобного Иова Почаевского был рукоположен архиепископом Марком (Арндтом) во иеродиакона. Диаконское служение нёс не только в родной обители, ему приходилось часто сопровождать архиепископа Марка в поездках по епархии и сослужить ему во время престольных и других праздников в разных приходах.
В монастыре служил заведующим монастырской библиотекой и ответственным за приём паломников, а также как редактором епархиального журнала и других монастырских изданий. Опыт и знания, полученные во время работы в научно-реставрационном центре, где он имел уникальную возможность видеть и изучать древние русские иконы, часто помогают братии при подготовке к печати текстов и изобразительных материалов.
17 апреля 2001 года в Светлый Вторник в обители преподобного Иова Почаевского был рукоположен в сан иеромонаха. 1 мая 2001 года награждён правом ношения набедренника.
Был участником состоявшейся с 13 по 16 ноября 2001 года в Сентендре (Венгрия) конференции на тему: «История Русской Православной Церкви в XX веке», посвящённая русской церковной истории 1917—1930-х годов, где выступил с докладом «О спорных вопросах послереволюционного периода русской церкви и их освещении историками». Затем был участником прошедшей с 13 по 16 ноября 2002 года II конференции «История Русской Православной Церкви в XX веке» (основной тематический период 1930—1948 гг.), где выступил с докладом «О Почаевской преемственности в русском зарубежье».
9 ноября 2004 года архиепископ Марк в монастыре преп. Иова Почаевского возложил на иеромонаха Евфимия золотой крест.
В мае 2006 года участвовал в работе IV Всезарубежного Собора Русской Православной Церкви Заграницей как представитель от монашества в Европе.
В 2007 году иеромонах Евфимий был возведён в сан игумена.
29 декабря 2008 года на епархиальном собрании во Франкфурте избран делегатом состоявшегося 27-29 января 2009 года Поместный Собор Русской Православной Церкви как представитель монашествующих епархии.
В 2015 годы награждён правом ношения креста с украшениями.
Скончался 5 октября 2017 года в монастыре Иова Почаевского в Мюнхене после тяжелой болезни. По окончании литургии, 10 октября 2017 года, архиепископ Берлинский и Германский Марк (Арндт) при участии епископа Шумперского Исаии (Сланинки) и Штутгартского Агапита (Горачека) многочисленного духовенства Берлинской и Германской епархии, а также игумении и сестёр Елизаветинского монастыря в Бухендорфе, совершил отпевание почившего, после чего на кладбище Вальдфридхоф состоялось его погребение близ могил настоятелей и братии монастыря преподобного Иова Почаевского.